# Europese Investeringsbank

Logo EIB

De Europese Investeringsbank (EIB) is de financiële instelling van de Europese Unie. Als "bank" en "orgaan" van de Europese Unie levert de EIB een bijdrage aan de realisatie van de doelstellingen van de Unie door projecten te financieren die zijn gericht op de bevordering van Europese integratie, een evenwichtige ontwikkeling, economische en sociale samenhang en ontwikkeling van een economie die op kennis en vernieuwing is gebaseerd.
De EIB is in 1958 opgericht bij het Verdrag van Rome en wordt gefinancierd door leningen op de kapitaalmarkten. De bank beschikt over een eigen rechtspersoonlijkheid en eigen kapitaal. In tegenstelling tot traditionele banken beschikt deze bank niet over de commerciële middelen uit spaardepots of rekeningen-courant. De werking van de instelling is vastgelegd in de Statuten van de EIB, die als protocol deel uitmaken van het EG-verdrag (1957) en dezelfde juridische waarde hebben.
De EIB kan zich tegenwoordig rekenen tot de belangrijkste, niet-soevereine geldverstrekkers en profiteert op de kapitaalmarkten van de beste kredietnotering, de "triple A". Dankzij deze notering kan de bank tegen zeer concurrerende voorwaarden aanzienlijke geldhoeveelheden verhandelbaar maken die nodig zijn voor steun aan investeringen.

## Zetel en samenstelling

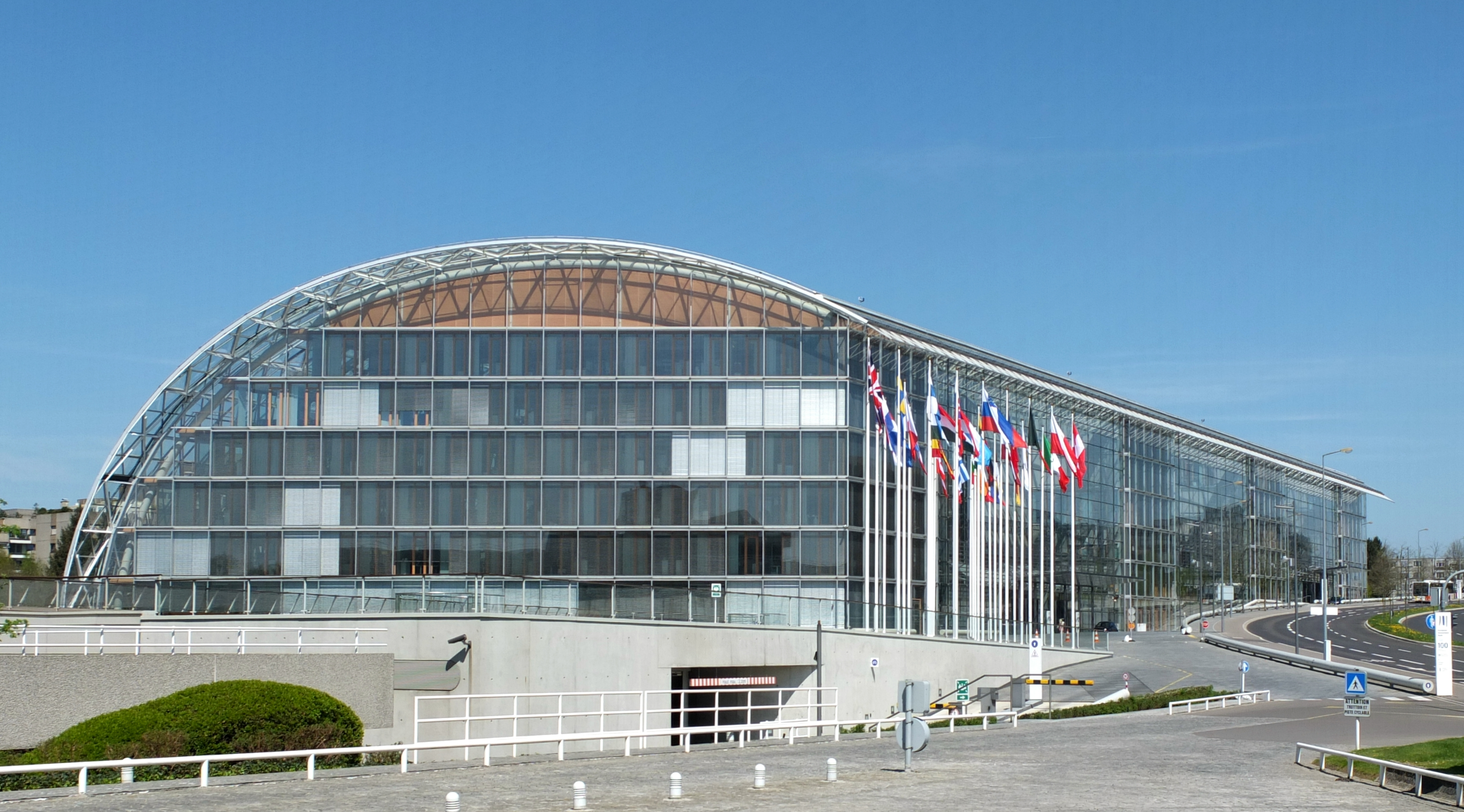
Europese Investeringsbank (Luxemburg)

De Europese Investeringsbank zetelt op de Kirchberg in Luxemburg en heeft medewerkers in dienst die afkomstig zijn uit alle lidstaten van de Europese Unie.
De aandeelhouders van de EIB zijn de lidstaten van de Europese Unie. Deze schrijven gezamenlijk in op het kapitaal van de bank, volgens een verdeelsleutel die het economische gewicht binnen de Unie weerspiegelt.
De EIB bestaat uit een Raad van gouverneurs, een Raad van bestuur, een Directie en een Comité ter controle van de boekhouding.

## Taken
De Europese Investeringsbank opereert zonder winstoogmerk en drukt niet op de Begroting van de Europese Unie. De taak van de EIB bestaat uit het financieren van publieke of particuliere investeringen waarmee de doelstellingen van de Europese eenwording gestalte krijgen.
De aanzienlijke geldhoeveelheid die door de EIB wordt onttrokken aan de kapitaalmarkten wordt geïnvesteerd in zorgvuldig geselecteerde projecten. De steunmaatregelen van de bank zijn met name op de volgende criteria gebaseerd:
- ze dienen als katalysator om andere financieringsbronnen aan te trekken;
- ze sluiten aan bij terreinen als de verbetering van het concurrentievermogen van Europese industrieën en de MKB-sector (midden- en kleinbedrijf), de realisatie van Transeuropese Netwerken (vervoer, telecommunicatie en energieoverdracht), bescherming van het natuurlijke en stedelijke milieu, investeringen in gezondheidszorg, onderwijs en informatietechnologieën;
- ze hebben vooral betrekking op de minst begunstigde regio's.

Deze filosofie is van toepassing op de activiteiten van zowel de lidstaten van de Europese Unie als derde landen. Hoewel de EIB namelijk bijna 90% van de activiteiten richt op landen binnen de Europese Unie, gaat een aanzienlijk gedeelte van de financieringen richting kandidaat-lidstaten waarvoor specifieke financieringsmechanismen in het leven zijn geroepen.
De financieringen van de EIB bevorderen ook de voorwaarden voor duurzame ontwikkeling in de landen van het Middellandse Zeegebied, Afrika, het Caribisch gebied en de Stille Oceaan en projecten van gemeenschappelijk belang in Latijns-Amerika en Azië.
Ten slotte moet worden opgemerkt dat de bank meerderheidsaandeelhouder van het Europees Investeringsfonds (EIF) en voorzitter van de Raad van toezicht van het EIF is. Het EIF, dat in 1994 is opgericht, zetelt eveneens in Luxemburg en is hoofdzakelijk erop gericht om investeringen in eigen middelen van het middelgrote en kleine bedrijven te steunen.

## Organisatie van de werkzaamheden
De Europese Investeringsbank neemt leningen op en verstrekt deze in het kader van het economisch beleid dat door de Unie is uitgestippeld. Elk jaar presenteert de bank een jaarverslag waarin een volledig overzicht van haar activiteiten wordt gegeven. Dit verslag bevat een gedetailleerd overzicht van de activiteiten en rekeningen van de instelling en een lijst met gefinancierde projecten en de betreffende kenmerken.
Op uitnodiging van het Europees Parlement neemt de EIB deel aan de werkzaamheden van bepaalde parlementaire commissies die zich buigen over onderwerpen met betrekking tot de activiteiten van de bank. De bank is ook betrokken bij de voorbereiding van de werkzaamheden van de Raad van de Europese Unie en brengt verslag uit over de bijdrage aan de tenuitvoerlegging van de communautaire doelstellingen en hun ontwikkelingsperspectieven in samenhang met de economische behoeften. Daarnaast werkt de EIB samen met de overige Europese instellingen in het kader van het communautaire beleid dat betrekking heeft op de activiteiten van de bank. De president van de EIB kan ook deelnemen aan vergaderingen van de Raad, waarbij hij de besproken onderwerpen aanvult met de deskundigheid van de bank.
Overeenkomstig haar statuten kan de EIB autonoom besluiten nemen binnen het institutionele communautaire systeem Unie. Dankzij de directie- en controlestructuur kunnen besluiten over opgenomen en verstrekte leningen worden genomen op basis van de verdiensten van projecten en betere mogelijkheden die op de financiële markten worden geboden.
Dankzij de samenwerkingsverbanden die de EIB is aangegaan met de instellingen van de Unie en het internationale bankwezen is synergie mogelijk tussen de leningen van de bank en begrotingsinstrumenten van de Unie en kunnen de bancaire middelen worden aangewend voor projecten die de bank steunt in het belang van de economische doelstellingen van de Unie.
De bank onderhandelt rechtstreeks met initiatiefnemers van grote projecten (minstens 25 miljoen euro), terwijl voor projecten van kleinere omvang (MKB of lagere overheden) wordt samengewerkt met ongeveer 180 banken en financiële tussenpersonen die in Europa zijn gespecialiseerd en hun middelen aanwenden overeenkomstig de voorwaarden die door de EIB zijn vastgesteld.

## Aandeelhouders
De aandeelhouders van de EIB zijn de 27 EU-lidstaten. Hun aandeel in de EIB is berekend op basis van het economische gewicht in de Europese Unie, uitgedrukt in bruto binnenlands product (bbp), op het moment van toetreden. 
De aandeelhouders zijn: 
| Land       | Kapitaal (€ miljoen) | Kapitaal (in % van totaal) |
| ---------- | -------------------- | -------------------------- |
| Duitsland  | 46.722               | 18.8                       |
| Frankrijk  | 46.722               | 18.8                       |
| Italië     | 46.722               | 18.8                       |
| Spanje     | 28.033               | 11.3                       |
| België     | 12.951               | 5.2                        |
| Nederland  | 12.951               | 5.2                        |
| Polen      | 11.367               | 4.6                        |
| Zweden     | 8.592                | 3.5                        |
| Denemarken | 6.558                | 2.6                        |
| Oostenrijk | 6.429                | 2.6                        |
| Overig     | 21.748               | 8.7                        |
| Totaal     | 248.796              | 100,0                      |

Het vertrek van de Britten uit de EU, brexit, had ook consequenties voor de deelname in de EIB.  Het Verenigd Koninkrijk had een belang van zo'n 16%, kan alleen betrokken blijven bij de EIB na een wijziging van het EU-verdrag. In 2019 werd een kapitaalsverhoging voor de resterende landen doorgevoerd waarmee het vertrekkende kapitaal bij de uittrede van de UK werd gecompenseerd.

## Raad van gouverneurs
De Raad van gouverneurs bestaat uit ministers die door elke lidstaat zijn aangewezen (meestal de ministers van Financiën). De Raad stelt de algemene richtsnoeren voor het kredietbeleid vast, keurt de balans en het jaarverslag goed, gaat financiële verplichtingen namens de bank aan buiten de Unie en neemt besluiten over kapitaalverhogingen. Ook benoemt de Raad de leden van de Raad van bestuur, de Directie en het Comité ter controle van de boekhouding.

## Raad van bestuur
De raad van bestuur staat onder leiding van de president van de bank en bestaat uit 24 leden die door de lidstaten zijn aangewezen en één lid dat door de Europese Commissie is benoemd. De raad is ervoor verantwoordelijk dat de EIB conform de toegewezen doelstellingen wordt beheerd. De raad keurt de opgenomen en verstrekte leningen toe.

## Directie
De Directie is het fulltime uitvoerend orgaan van de bank. De Directie bestaat uit een voorzitter en zeven vicevoorzitters en zetelt te Luxemburg. Het college draagt zorg voor het dagelijks beheer van de EIB en bereidt de besluiten van de Raad van bestuur voor. Het garandeert de tenuitvoerlegging daarvan, met name met betrekking tot het opnemen en verstrekken van leningen.
Sinds januari 2024 is Nadia María Calviño Santamaría voorzitter. 
Voormalige voorzitters:
- Werner Hoyer (januari 2012 – december 2023)
- Philippe Maystadt (België): maart 2000 – december 2011
- Sir Brian Unwin (Verenigd Koninkrijk): april 1993 – december 1999
- Ernst-Günther Bröder (Duitsland): augustus 1984 – maart 1993
- Yves Le Portz (Frankrijk): september 1970 – juli 1984
- Paride Formentini (Italië): juni 1959 – september 1970
- Pietro Campilli (Italië): februari 1958 – mei 1959

## Comité ter controle van de boekhouding
De EIB is sensu stricto niet onderworpen aan het normale banktoezicht en dient ten gevolge zich niet te onderwerpen aan de regels van een bankautoriteit. Toch beschikt de EIB over een interne en externe controlestructuur voor al haar activiteiten, waarbij de methodologieën worden gevolgd die voor de financiële sector en het bankwezen gelden. Het hoogste orgaan in deze structuur is het Comité ter controle van de boekhouding, dat toeziet op de regelmatigheid van de activiteiten en de boekhouding van de bank op basis van de werkzaamheden van interne controle- en auditorganen en externe accountants. Ook werkt het Comité samen met de Europese Rekenkamer tijdens de externe controle van de activiteiten van de EIB met betrekking tot de begrotingsmiddelen van de Unie of de lidstaten. Ook is de bank indien nodig onderworpen aan het toezicht van het Europees bureau voor fraudebestrijding.

## Europese Investeringsbank en België
Op 12 januari 2021 werd Kris Peeters benoemd tot vice-president van de Europese Investeringsbank. In 2019 ontvingen projecten in België voor 1,86 miljard euro aan leningen. Dat geld werd onder meer besteed aan de financiering van een lening van 600 miljoen euro, toegekend aan de Franstalige Gemeenschap, voor de renovatie van de schoolinfrastructuur. Vandewiele, een Belgische fabrikant van machines voor de textielindustrie ontving een innovatielening van 100 miljoen euro, 425 miljoen euro aan Fluvius voor de uitrol van de slimme meter en 200 miljoen euro aan het Ziekenhuisnetwerk Antwerpen voor onder meer de bouw van een nieuw ziekenhuisgebouw.